# Miguel Cordero
Miguel Cordero (10 novembre 1971) è un ex calciatore venezuelano, di ruolo difensore.